# Geografía de Moldavia
Moldavia (del rumano: República Moldova) es un estado de Europa suroriental. Tiene fronteras al oeste con Rumania y al norte, sur y este con Ucrania. La mayoría del territorio se encuentra entre los dos ríos principales, el Dniéster y el Prut. El Dniester forma una parte de la frontera con Ucrania, que separa Besarabia de Transnistria, pero también fluye por la parte este del país. El Río Prut forma la frontera occidental con Rumania en su totalidad. El Danubio influye mínimamente en Moldavia en su parte más meridional, y forma un borde por menos de un kilómetro.

## Geografía física

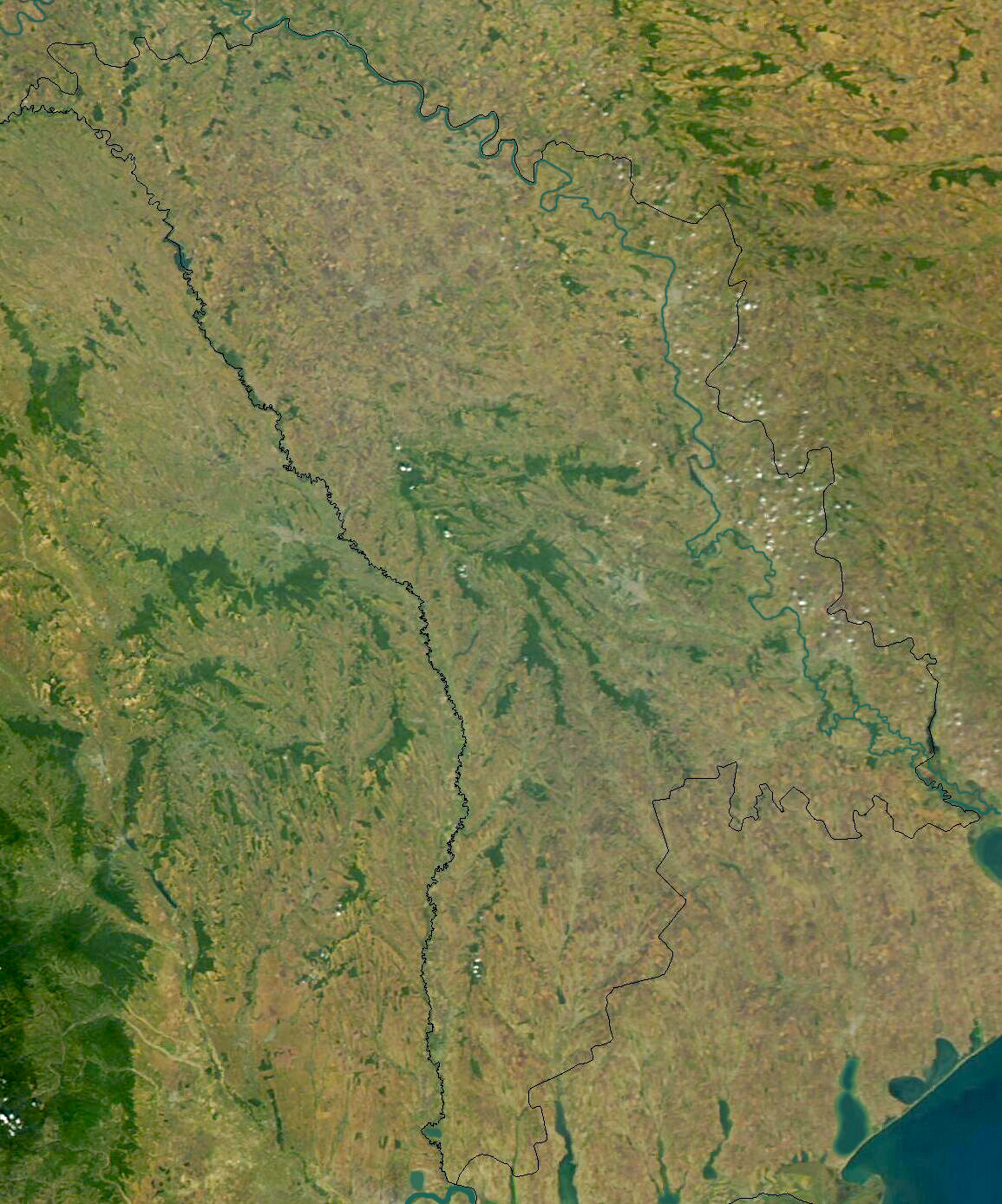
Imagen de satélite de Moldavia (NASA, 2003).

Moldavia es un pequeño estado de la Europa del Este de 33.843 km². Es el segundo país más pequeño de las antiguas repúblicas de la Unión Soviética y más densamente poblada. 

### Relieve
La mayor parte del territorio de Moldavia cubre una llanura con montes, recorrida por arroyos y ríos. Geológicamente, Moldavia reside en una roca sedimentaria que da lugar a formaciones duras y cristalinas en el norte, donde las elevaciones son encontradas en los márgenes de las bases de las montañas de los Montes Cárpatos.
La llanura de Balti (Stepa Balti en rumano; Bel'tskaya ravnina en ruso) en el norte de Moldavia (a aproximadamente 90 m) da lugar a bosques densos donde crecen robles, arces, peras y cerezos. El punto más alto del país, el monte Balanesti, se encuentra en el centro-oeste del país y alcanza los 430 m. El punto más bajo se encuentra en el río Dniéster (2 m s. n. m.).
Alrededor del 75% de Moldavia se encuentra cubierta por "tierra negra", un tipo de suelo especial. En las tierras altas del norte, se pueden encontrar suelos más arcillosos; en el sur, predomina el suelo rojo por oxidación.

### Ríos, lagos y costas
La red hidrográfica comprende centenares de ríos y afluentes, pero solo siete de entre ellos soprepasan los 7 kilómetro de longitud. El drenaje en Moldavia es hacia el sur, en dirección a los territorios bajos del mar Negro. El río principal de Moldavia, el Dniéster, es navegable en casi todo el país, y en inviernos templados no se congela. El río Prut es un afluente del Danubio, con el cual se une en la zona más meridional del país.
El país tiene más de cincuenta lagos naturales con una superficie total de alrededor de 60 km². La reserva de agua subterránea con una preponderancia neta de agua potable se calcula en 200 mln. m³. El país es rico en fuentes de agua mineral.
Es un país interior, es decir, no tiene costa, pero se encuentra a tan solo 100 km del mar Negro en la frontera del suroeste. Hay un punto en el que el mar está a menos de 10 km de la frontera. Tiene salida al mar mediante los ríos, que desembocan al Danubio.

### Clima
La proximidad de Moldavia al Mar Negro provoca un clima templado y soleado. Es un clima continental moderado: los veranos son calurosos y largos, con temperaturas que promedian 20 °C, y los inviernos son templados y secos que en enero se promedia una temperatura de -4 °C. 
La precipitación anual, que tiene un rango de entre 600 mm en el norte a 400 mm en el sur, puede, sin embargo, variar de forma abrupta; las sequías no son poco usuales. Los mayores lluvias ocurren en comienzos del verano y nuevamente en octubre. Ya que su topografía es irregular, las lluvias en verano causan erosión y desbordamiento de los ríos.
La temperatura más alta registrada fueron +41.5 °C el 21 de julio de 2007 en Camenca, y la más baja, −35.5 °C el 20 de enero de 1963 en Brătuşeni, distrito de Edineţ.
Clima de Chişinău. (Moldavia central)
| Parámetros climáticos promedio de Chişinău, capital de Moldavia | Parámetros climáticos promedio de Chişinău, capital de Moldavia | Parámetros climáticos promedio de Chişinău, capital de Moldavia | Parámetros climáticos promedio de Chişinău, capital de Moldavia | Parámetros climáticos promedio de Chişinău, capital de Moldavia | Parámetros climáticos promedio de Chişinău, capital de Moldavia | Parámetros climáticos promedio de Chişinău, capital de Moldavia | Parámetros climáticos promedio de Chişinău, capital de Moldavia | Parámetros climáticos promedio de Chişinău, capital de Moldavia | Parámetros climáticos promedio de Chişinău, capital de Moldavia | Parámetros climáticos promedio de Chişinău, capital de Moldavia | Parámetros climáticos promedio de Chişinău, capital de Moldavia | Parámetros climáticos promedio de Chişinău, capital de Moldavia | Parámetros climáticos promedio de Chişinău, capital de Moldavia |
| Mes                                                             | Ene.                                                            | Feb.                                                            | Mar.                                                            | Abr.                                                            | May.                                                            | Jun.                                                            | Jul.                                                            | Ago.                                                            | Sep.                                                            | Oct.                                                            | Nov.                                                            | Dic.                                                            | Anual                                                           |
| --------------------------------------------------------------- | --------------------------------------------------------------- | --------------------------------------------------------------- | --------------------------------------------------------------- | --------------------------------------------------------------- | --------------------------------------------------------------- | --------------------------------------------------------------- | --------------------------------------------------------------- | --------------------------------------------------------------- | --------------------------------------------------------------- | --------------------------------------------------------------- | --------------------------------------------------------------- | --------------------------------------------------------------- | --------------------------------------------------------------- |
| Temp. máx. abs. (°C)                                            | 15.5                                                            | 20.7                                                            | 25.1                                                            | 31.6                                                            | 35.9                                                            | 37.1                                                            | 39.4                                                            | 39.2                                                            | 37.3                                                            | 32.6                                                            | 23.6                                                            | 18.3                                                            | 39.4                                                            |
| Temp. máx. media (°C)                                           | 0.7                                                             | 1.6                                                             | 7.1                                                             | 15.3                                                            | 21.3                                                            | 24.5                                                            | 26.1                                                            | 26.2                                                            | 21.4                                                            | 14.8                                                            | 7.3                                                             | 2.8                                                             | 14.1                                                            |
| Temp. media (°C)                                                | -2.5                                                            | -1.7                                                            | 3.0                                                             | 10.0                                                            | 16.0                                                            | 19.3                                                            | 20.8                                                            | 20.7                                                            | 16.0                                                            | 10.0                                                            | 4.0                                                             | 0.0                                                             | 9.6                                                             |
| Temp. mín. media (°C)                                           | -5.2                                                            | -4.3                                                            | -0.3                                                            | 5.7                                                             | 11.2                                                            | 14.6                                                            | 16.2                                                            | 15.8                                                            | 11.4                                                            | 6.1                                                             | 1.3                                                             | -2.5                                                            | 5.8                                                             |
| Temp. mín. abs. (°C)                                            | -28.4                                                           | -28.9                                                           | -21.1                                                           | -6.6                                                            | -1.1                                                            | 3.6                                                             | 7.8                                                             | 5.5                                                             | -2.4                                                            | -10.8                                                           | -21.6                                                           | -22.4                                                           | -28.9                                                           |
| Precipitación total (mm)                                        | 30                                                              | 32                                                              | 35                                                              | 42                                                              | 56                                                              | 74                                                              | 74                                                              | 47                                                              | 47                                                              | 30                                                              | 39                                                              | 34                                                              | 539                                                             |
| Nevadas (cm)                                                    | 6                                                               | 7                                                               | 4                                                               | 0                                                               | 0                                                               | 0                                                               | 0                                                               | 0                                                               | 0                                                               | 0                                                               | 1                                                               | 3                                                               | 21                                                              |
| Días de lluvias (≥ 1 mm)                                        | 9                                                               | 9                                                               | 11                                                              | 14                                                              | 13                                                              | 13                                                              | 11                                                              | 9                                                               | 9                                                               | 10                                                              | 13                                                              | 12                                                              | 133                                                             |
| Días de nevadas (≥ 1 mm)                                        | 14                                                              | 13                                                              | 9                                                               | 1                                                               | 0                                                               | 0                                                               | 0                                                               | 0                                                               | 0                                                               | 0.7                                                             | 4                                                               | 12                                                              | 53.7                                                            |
| Humedad relativa (%)                                            | 81                                                              | 80                                                              | 75                                                              | 64                                                              | 62                                                              | 64                                                              | 64                                                              | 63                                                              | 66                                                              | 72                                                              | 80                                                              | 83                                                              | 71                                                              |
| Fuente: Pogoda.ru.net 1 de enero de 2009                        |                                                                 |                                                                 |                                                                 |                                                                 |                                                                 |                                                                 |                                                                 |                                                                 |                                                                 |                                                                 |                                                                 |                                                                 |                                                                 |

Clima de Bălţi, en Moravia septentrional
| Parámetros climáticos promedio de Bălţi                      | Parámetros climáticos promedio de Bălţi | Parámetros climáticos promedio de Bălţi | Parámetros climáticos promedio de Bălţi | Parámetros climáticos promedio de Bălţi | Parámetros climáticos promedio de Bălţi | Parámetros climáticos promedio de Bălţi | Parámetros climáticos promedio de Bălţi | Parámetros climáticos promedio de Bălţi | Parámetros climáticos promedio de Bălţi | Parámetros climáticos promedio de Bălţi | Parámetros climáticos promedio de Bălţi | Parámetros climáticos promedio de Bălţi | Parámetros climáticos promedio de Bălţi |
| Mes                                                          | Ene.                                    | Feb.                                    | Mar.                                    | Abr.                                    | May.                                    | Jun.                                    | Jul.                                    | Ago.                                    | Sep.                                    | Oct.                                    | Nov.                                    | Dic.                                    | Anual                                   |
| ------------------------------------------------------------ | --------------------------------------- | --------------------------------------- | --------------------------------------- | --------------------------------------- | --------------------------------------- | --------------------------------------- | --------------------------------------- | --------------------------------------- | --------------------------------------- | --------------------------------------- | --------------------------------------- | --------------------------------------- | --------------------------------------- |
| Temp. máx. media (°C)                                        | -0.5                                    | 1.3                                     | 7.0                                     | 15.9                                    | 22.0                                    | 24.9                                    | 26.2                                    | 26.0                                    | 21.8                                    | 15.2                                    | 7.6                                     | 2.1                                     | 14.1                                    |
| Temp. mín. media (°C)                                        | -7.5                                    | -5.4                                    | -1.6                                    | 4.5                                     | 9.9                                     | 13.1                                    | 14.5                                    | 13.5                                    | 9.5                                     | 4.3                                     | 0.3                                     | -4.0                                    | 4.2                                     |
| Precipitación total (mm)                                     | 31                                      | 28                                      | 28                                      | 44                                      | 55                                      | 86                                      | 79                                      | 49                                      | 43                                      | 22                                      | 34                                      | 30                                      | 529                                     |
| Días de precipitaciones (≥ 1 mm)                             | 11                                      | 11                                      | 9                                       | 11                                      | 12                                      | 13                                      | 11                                      | 8                                       | 8                                       | 6                                       | 9                                       | 11                                      | 120                                     |
| Fuente: World Weather Information Service 6 de enero de 2008 |                                         |                                         |                                         |                                         |                                         |                                         |                                         |                                         |                                         |                                         |                                         |                                         |                                         |

Cima de Tiraspol, en Moldavia central
| Parámetros climáticos promedio de Tiraspol                   | Parámetros climáticos promedio de Tiraspol | Parámetros climáticos promedio de Tiraspol | Parámetros climáticos promedio de Tiraspol | Parámetros climáticos promedio de Tiraspol | Parámetros climáticos promedio de Tiraspol | Parámetros climáticos promedio de Tiraspol | Parámetros climáticos promedio de Tiraspol | Parámetros climáticos promedio de Tiraspol | Parámetros climáticos promedio de Tiraspol | Parámetros climáticos promedio de Tiraspol | Parámetros climáticos promedio de Tiraspol | Parámetros climáticos promedio de Tiraspol | Parámetros climáticos promedio de Tiraspol |
| Mes                                                          | Ene.                                       | Feb.                                       | Mar.                                       | Abr.                                       | May.                                       | Jun.                                       | Jul.                                       | Ago.                                       | Sep.                                       | Oct.                                       | Nov.                                       | Dic.                                       | Anual                                      |
| ------------------------------------------------------------ | ------------------------------------------ | ------------------------------------------ | ------------------------------------------ | ------------------------------------------ | ------------------------------------------ | ------------------------------------------ | ------------------------------------------ | ------------------------------------------ | ------------------------------------------ | ------------------------------------------ | ------------------------------------------ | ------------------------------------------ | ------------------------------------------ |
| Temp. máx. media (°C)                                        | 0.7                                        | 2.3                                        | 7.8                                        | 16.5                                       | 22.5                                       | 25.8                                       | 27.4                                       | 27.3                                       | 23.0                                       | 16.1                                       | 8.6                                        | 3.3                                        | 15.1                                       |
| Temp. mín. media (°C)                                        | -6.1                                       | -4.3                                       | -0.7                                       | 5.1                                        | 10.3                                       | 13.8                                       | 15.5                                       | 14.7                                       | 10.3                                       | 5.3                                        | 1.3                                        | -2.8                                       | 5.2                                        |
| Precipitación total (mm)                                     | 33                                         | 35                                         | 28                                         | 35                                         | 52                                         | 72                                         | 63                                         | 49                                         | 38                                         | 26                                         | 36                                         | 38                                         | 495                                        |
| Días de precipitaciones (≥ 1 mm)                             | 11                                         | 11                                         | 9                                          | 10                                         | 11                                         | 11                                         | 10                                         | 7                                          | 7                                          | 7                                          | 11                                         | 11                                         | 116                                        |
| Fuente: World Weather Information Service 6 de enero de 2008 |                                            |                                            |                                            |                                            |                                            |                                            |                                            |                                            |                                            |                                            |                                            |                                            |                                            |

Clima en Cahul, Moldavia meridional
| Parámetros climáticos promedio de Cahul, Moldavia            | Parámetros climáticos promedio de Cahul, Moldavia | Parámetros climáticos promedio de Cahul, Moldavia | Parámetros climáticos promedio de Cahul, Moldavia | Parámetros climáticos promedio de Cahul, Moldavia | Parámetros climáticos promedio de Cahul, Moldavia | Parámetros climáticos promedio de Cahul, Moldavia | Parámetros climáticos promedio de Cahul, Moldavia | Parámetros climáticos promedio de Cahul, Moldavia | Parámetros climáticos promedio de Cahul, Moldavia | Parámetros climáticos promedio de Cahul, Moldavia | Parámetros climáticos promedio de Cahul, Moldavia | Parámetros climáticos promedio de Cahul, Moldavia | Parámetros climáticos promedio de Cahul, Moldavia |
| Mes                                                          | Ene.                                              | Feb.                                              | Mar.                                              | Abr.                                              | May.                                              | Jun.                                              | Jul.                                              | Ago.                                              | Sep.                                              | Oct.                                              | Nov.                                              | Dic.                                              | Anual                                             |
| ------------------------------------------------------------ | ------------------------------------------------- | ------------------------------------------------- | ------------------------------------------------- | ------------------------------------------------- | ------------------------------------------------- | ------------------------------------------------- | ------------------------------------------------- | ------------------------------------------------- | ------------------------------------------------- | ------------------------------------------------- | ------------------------------------------------- | ------------------------------------------------- | ------------------------------------------------- |
| Temp. máx. media (°C)                                        | 0.2                                               | 1.8                                               | 7.9                                               | 15.9                                              | 21.6                                              | 25.0                                              | 26.8                                              | 26.5                                              | 22.6                                              | 15.9                                              | 8.5                                               | 2.6                                               | 14.6                                              |
| Temp. mín. media (°C)                                        | -5.7                                              | -3.7                                              | -0.2                                              | 5.6                                               | 11.1                                              | 14.5                                              | 16.0                                              | 15.7                                              | 11.9                                              | 6.6                                               | 1.9                                               | -2.7                                              | 5.9                                               |
| Precipitación total (mm)                                     | 36                                                | 39                                                | 33                                                | 41                                                | 56                                                | 76                                                | 66                                                | 56                                                | 48                                                | 28                                                | 38                                                | 40                                                | 557                                               |
| Días de precipitaciones (≥ 1 mm)                             | 12                                                | 13                                                | 10                                                | 10                                                | 11                                                | 11                                                | 10                                                | 8                                                 | 7                                                 | 7                                                 | 11                                                | 12                                                | 122                                               |
| Fuente: World Weather Information Service 6 de enero de 2008 |                                                   |                                                   |                                                   |                                                   |                                                   |                                                   |                                                   |                                                   |                                                   |                                                   |                                                   |                                                   |                                                   |

### Medio ambiente
Según WWF, el territorio de Moldavia se reparte entre tres ecorregiones:
- Bosque templado de frondosas
  - Bosque mixto de Europa central, en el norte
  - Bosque estepario de Europa oriental, en el centro
- Pradera
  - Estepa póntica, en el este y el sur

94.705 hectáreas están protegidas como humedales de importancia internacional al amparo del Convenio de Ramsar, en tres sitios Ramsar: Bajo Dniéster (Nistru de Jos), lagos del bajo Prut y Unguri-Holosnita. Como áreas protegidas, Moldavia ha designado más de una veintena de monumentos naturales.
El mayor riesgo natural es el deslizamiento de tierras. El legado comunista pro-ambiente de la URSS es uno probablemente en degradación. El principal problema medioambiental, es el intenso uso que se ha hecho de los productos químicos en la agricultura, incluyendo pesticidas prohibidos como el DDT, lo que ha provocado contaminación del suelo y de los acuíferos. En la década de 1990, el uso de pesticidas en Moldavia promedió aproximadamente veinte veces más que en otras ex-repúblicas soviéticas. El suelo de Moldavia también fue degradado por exceso de silvicultura y se erosionó debido a los métodos agrícolas pobres.

## Geografía humana

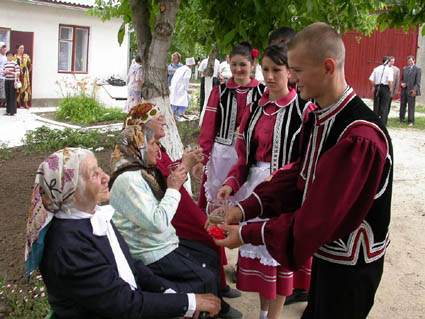
Niños gagauzos.

La población estimada de Moldavia para julio de 2009 es de 4,320.748 habitantes. El 42% de la población total se encuentra en áreas urbanas. En cuanto a los grupos étnicos, son moldavo/rumanos un 78,2%, ucranianos 8,4%, rusos 5,8%, gagauzos 4,4%, búlgaros 1,9% y otros 1,3% (censo de 2004). Existen disputas internas con los eslavos de la región separatista de Transnistria. En cuanto a la religión, predominan los ortodoxos orientales 98%, judíos 1,5%, baptistas y otros, 0,5% (2000). El idioma oficial es el moldavo, que virtualmente es el mismo que el rumano; también se habla ruso y gagauzo, un dialecto turco.
La capital es Chisináu (Kishinev), con 526.023 habitantes según el censo de 2004 sin los suburbios. Hay 65 ciudades en Moldavia, de las cuales las principales son Tiraspol, Bălţi, Bender (Tighina), Rîbniţa y Cahul.
Las divisiones administrativas de Moldavia son:
- 32 distritos (raioane, singular - raion): Anenii Noi, Basarabeasca, Briceni, Cahul, Calarasi, Cantemir, Causeni, Cimislia, Criuleni, Donduseni, Drochia, Dubasari, Edinet, Falesti, Floresti, Glodeni, Hincesti, Ialoveni, Leova, Nisporeni, Ocnita, Orhei, Rezina, Riscani, Singerei, Soldanesti, Soroca, Stefan-Voda, Straseni, Taraclia, Telenesti y Ungheni.
- 3 municipios (municipii, singular - municipiu): Balti, Bender y Chisináu.
- 1 unidad territorial autónoma (unitatea teritoriala autonoma): Gagauzia.
- 1 unidad territorial (unitatea teritoriala): Stinga Nistrului (Transnistria).

## Geografía económica

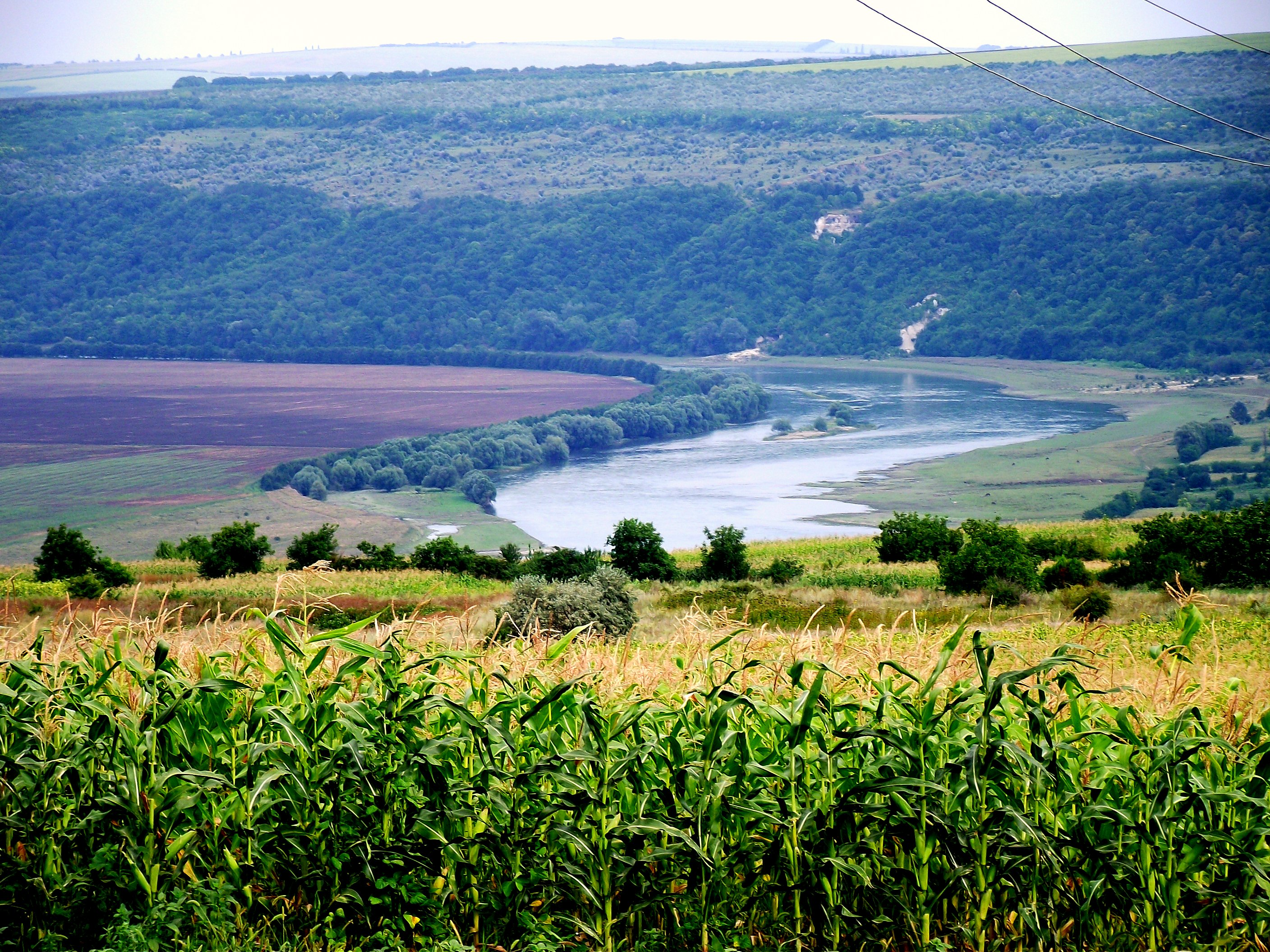
Un paisaje moldavo, río Dniéster.

La economía de Moldavia se asemeja a aquellas de república de Asia Central que a aquellas en la zona occidental de la antigua Unión Soviética. Sus recursos naturales son : lignita, fosforitas, caliza y tierra arables.
La tierra se hace menos fértil en el sur, pero de cualquier modo puede aportar con cultivos de uvas. En las tierras más elevadas se encuentran zonas de silvicultura, mientras que el sur del Modavia es una zona de estepa, aunque muchas áreas de estepa se cultivan.
Moldavia sigue siendo uno de los países más pobres de Europa a pesar del reciente progreso desde su pequeña base económica. Disfruta de un clima favorable y buena tierra agrícola pero no tiene grandes depósitos de minerales. Como resultado, la economía depende intensamente en la agricultura, con frutas, hortaliza, vino y tabaco. Moldavia debe importar casi todas sus fuentes energéticas. La dependencia de Moldavia de la energía rusa fue subrayada a finales de 2005, cuando una estación eléctrica de propiedad rusa en la región separatista de Transnistria cortó la energía a Moldavia y Gazprom, empresa rusa, cortó el gas natural por disputas en relación con el precio. En enero de 2009, el suministro de gas fue cortada durante una disputa entre Rusia y Ucrania. La decisión de Rusia de prohibir el vino moldavo y sus productos agrícolas, junto con su decisión de doblar el precio que Moldavia paga por el gas natural ruso, ralentizando el crecimiento del PIB en 2006-07. Sin embargo, en 2008 el crecimiento excedió de 7%, impulsada por la parcial retirada rusa de las prohibiciones, sólida inversión de capital fijo y una fuerte demanda doméstica que se vio impulsada por las remisiones de fondos desde el extranjero. La corriente cambió de nuevo en 2009, debido a la crisis financiera global y las pobres condiciones económicas en los principales mercados extranjeros de Moldavia, cuando las remisas del extranjero bajaron dramáticamente.